# Забужье (Шептицкий район)
Забужье (укр. Забужжя) — село в Сокальской городской общине Шептицкого района Львовской области Украины.
Население по переписи 2001 года составляло 1366 человек. Занимает площадь 1,27 км². Почтовый индекс — 80028. Телефонный код — 3257.

## Известные уроженцы
- Хтей, Тарас Юрьевич (род. 1982) — российский волейболист